# O Clã da Vila
O Clã da Vila é o primeiro álbum de estúdio do grupo de rap brasileiro DBS e a Quadrilha, lançado em 2003. As principais músicas são O Clã da Vila, Vai na Fé e Até Quando Deus Quiser. Vai na Fé está presente na discografia do programa Turma do Gueto. O disco contém 17 faixas, descritas mais abaixo.

## Faixas
1. Já Vem Chegando / Dez Anos Depois
2. Ouuuuuu Favela
3. Pode Chega
4. O Número 1   part. Lakers E Pá
5. O Clã da Vila    part. Sátiras, HHC & BNegão
6. Até Quando Deus Quiser    part. Mano Reco
7. O Que Você Me Diz
8. BummmMMMMM
9. Manicômio FM
10. Vai na Fé      part. Império Z/O & Função RHK
11. Basta Acreditar
12. Nego Doido    part. Thaíde
13. Tempo de Caça
14. GF´S (Só Só Só)    part. Pregador Luo
15. Minha Família      part. RZO & Dina Di
16. Favela Agradece
17. È o Crime (Remix)